# Ryssnäs, Gotland
Ryssnäs är ett naturreservat och Natura 2000-område på Fårö, Gotland. Naturreservatet är beläget på Ryssnäs. Här fanns tidigare ett av de batterier som uppfördes till skydd för Fårösund 1885–1886. Området var tidigare militärt övningsområde.
Näsets spets består av ett klapperstensfält. Norr därom följer en låg klint av revkalksten med raukartade partier. Området betas och de enda växter som klarar sig här är tulkört och fårsvingel. I öster mäter Graunkullamyr, en av Gotlands få högmossar. Graunkullamyr är Gotlands enda växtplats för hjortron. Här och var genomkorsas mossen av torvgravar efter torvtäkt. Högmossen omges av en ring av lägre liggande våtmarker, främst agmyrar.
En kilometer norr om Ryssnäs spets ligger Engelska kyrkogården, en kolerakyrkogård för de brittiska sjömän som var förlagda här under Krimkriget.